# Philippe Faure (1952-2010)
Philippe Faure (Lyon, 1 juli 1952 – aldaar, 18 juli 2010) was een Frans acteur en toneelschrijver. Hij was sinds 1994 tevens directeur van het Théâtre de la Croix-Rousse.

## Theater
- 1980: La Muette van en met Philippe Faure, Festival d'Avignon
- 1982: Ma, Elo van en met Philippe Faure, Théâtre de l'Athénée-Louis-Jouvet
- 1988: Le Petit Silence d'Élisabeth van en met Philippe Faure, Théâtre National de Strasbourg, Théâtre national de la Colline
- 1992: La Caresse van en staging Philippe Faure, Théâtre de Nice
- 2000: Il voulait voir naître une étoile filante van en met Philippe Faure, Théâtre de la Croix-Rousse, Théâtre Silvia Monfort
- 2001: Les Papillons blancs van en met Philippe Faure, Nuits de Fourvière, Théâtre de la Croix-Rousse
- 2001: Les Étreintes van en met Philippe Faure, Théâtre de la Croix-Rousse
- 2001: Moi tout seul van en met Philippe Faure, Théâtre de la Croix-Rousse
- 2003: L'Homme des giboulées van en met Philippe Faure, Théâtre de la Croix-Rousse, Théâtre de l'Est Parisien
- 2004: Le Jeu de l'amour et du hasard van Marivaux, Théâtre de la Croix-Rousse
- 2004: Tout moi van en met Philippe Faure, Théâtre de la Croix-Rousse
- 2005: El Don Juan van Tirso de Molina, met Omar Porras, Théâtre de la Ville, Théâtre de la Croix-Rousse
- 2005: La Pitié dangereuse van Stefan Zweig, Théâtre Vidy-Lausanne, Théâtre de la Croix-Rousse
- 2007: On ne badine pas avec l'amour van Alfred de Musset, Théâtre de la Croix-Rousse
- 2007: Naissance d'un clown van en met Philippe Faure, Théâtre de la Croix-Rousse
- 2008: La Petite Fille aux allumettes van Hans Christian Andersen, Théâtre de la Croix-Rousse
- 2008: Thérèse Raquin van Émile Zola, Théâtre de la Croix-Rousse
- 2009: Maman j'ai peur dans le noir van en met Philippe Faure, Théâtre de la Croix-Rousse
- 2010: Le Malade imaginaire van Molière, Théâtre de la Croix-Rousse

## Toneelschrijver
- Le fou du viaduc, 1982
- Cinéma 16 (aanp.), 1985
- La Nuit de Michel-Ange, 1992
- Je ne suis pas Frankenstein (aanp.), 1994
- Le Drap blanc de Marie, 1998
- C'est beau Alger, 1998
- Les Papillons blancs, 1999
- Les Étreintes, 2001
- Naissance d'un clown, 2007
- La Petite Fille aux allumettes, 2008
- Thérèse Raquin, 2008
- Maman j'ai peur dans le noir, 2009

- Bibliothèque nationale de France: cb12095298m (data)
- International Standard Name Identifier: 0000 0000 7720 8994
- Library of Congress Control Number: n93103315
- Nederlandse Thesaurus van Auteursnamen: 131043129
- Système universitaire de documentation: 029296188
- Virtual International Authority File: 100276194
- WorldCat: E39PBJtMmQmxjvrK6GywjM4Qbd